# تاریخ خاورمیانه
تاریخ خاورمیانه را می‌توان به دوره‌های مختلف تقسیم کرد.
- تمدن‌های باستانی:
  - سومر: یکی از نخستین تمدن‌ها که در بین‌النهرین (عراق کنونی) شکل گرفت و به خاطر اختراع خط میخی مشهور است.
  - بابل و آشور: دو امپراتوری بزرگ که در بین‌النهرین وجود داشتند و تأثیرات فرهنگی و سیاسی زیادی بر منطقه گذاشتند.
- دوره‌های کلاسیک:
  - امپراتوری هخامنشی: یکی از بزرگ‌ترین امپراتوری‌های تاریخ که از ایران کنونی تا بخش‌هایی از اروپا و هند گسترش یافت.
  - امپراتوری روم: با تسلط بر بخش‌هایی از غرب آسیا، تأثیرات فرهنگی و اقتصادی زیادی بر این منطقه گذاشت.
- دوره اسلامی:
  - ظهور اسلام: در قرن هفتم میلادی، اسلام به سرعت در سراسر غرب آسیا گسترش یافت و امپراتوری‌های اسلامی مانند امپراتوری اموی و عباسی شکل گرفتند.
  - دوره طلایی اسلام: در این دوره، علم، فلسفه، و هنر در جهان اسلام شکوفا شد.
- دوره‌های معاصر:
  - استعمار و تقسیم‌بندی: در قرن نوزدهم و بیستم، بسیاری از کشورهای غرب آسیا تحت استعمار قدرت‌های اروپایی قرار گرفتند و مرزهای جدیدی شکل گرفت.
  - تأسیس کشورهای مدرن: پس از جنگ جهانی اول و دوم، کشورهای جدیدی در این منطقه تأسیس شدند و تحولات سیاسی و اجتماعی زیادی رخ داد.
- تحولات معاصر:
  - جنگ‌ها: از جمله جنگ‌های خلیج فارس، جنگ عراق، و بحران‌های سوریه و یمن که تأثیرات عمیقی بر منطقه گذاشته‌اند.

تاریخ غرب آسیا و خاورمیانه به دلیل تنوع فرهنگی، مذهبی و قومی، همواره در حال تحول و تغییر بوده و تأثیرات آن بر تاریخ جهان

## خاور نزدیک در عهد باستان

### گهواره تمدن
قدیمی‌ترین تمدن‌های تاریخی در منطقه‌ای که در حال حاضر به عنوان خاور نزدیک شناخته می‌شود، در حدود ۳۵۰۰ سال پیش از میلاد، در بین‌النهرین (عراق کنونی) به وجود آمدند و امروزه به عنوان گهواره تمدن از آن‌ها یاد می‌شود. سومری‌ها، اکدیها، بابلی‌ها و آشوری‌ها همه در این منطقه شکل گرفته و رشد پیدا کردند.
بلافاصله پس از پیدایش تمدن سومری، در ساحل رودخانه دره نیل مصر باستان در هزاره چهارم پیش از میلاد تحت فرمان فراعنه یکپارچه شد، و تمدن خود را به سرعت از طریق هلال بارور (Fertile Crescent) به سواحل غرب دریای مدیترانه و سراسر مشرق گسترش داد. فینیقیه ای‌ها، اسرائیلیها و بسیاری دیگر بعدها تمدن‌های مهمی در این منطقه بناکردند. در شبه جزیره عربی (عربستان سعودی امروز) اعراب اولیه، مانند نباطی‌ها (Nabatean) (به عربی: الأنباط) و سبایی‌ها (Sabaean) (به عربی: السبأیین) ظاهر شدند و در حدود ۸۰۰ سال قبل از میلاد تمدن قدرتمند و با نفوذی تأسیس کردند که برای قرن‌ها به مرکز تجارت در قلب کویر بدل شد. در قرن ۵پیش از میلاد امپراتوری هخامنشیان توسط کوروش بزرگ تأسیس شد اسکندر مقدونی به ایران حمله کرد و حکومت‌های یونانی ماند «سلوکیان، بطالسه» برقسمت بزرگی از خاور میانه حکم می‌رانند. اما پس از چند سال اشکانیان سلوکیان را نابود کردند و رومیان مصر را به تصرف خود درآودند

## امپراتوری روم
در قرن اول پیش از میلاد، گسترش جمهوری روم کل منطقه مدیترانه شرقی را دربر گرفت. بدین ترتیب و تحت امپراتوری روم، این منطقه با بسیاری از مناطق اروپایی و شمال آفریقا در یک واحد منفرد سیاسی و اقتصادی متحد شد. حتی مناطقی که به‌طور مستقیم به روم ضمیمه نشدند نیز به شدت تحت نفوذ این امپراتوری قرار گرفتند تا برای قرن‌ها یکی از قوی‌ترین نهادهای سیاسی و فرهنگی منطقه را تشکیل دهند. اگر چه در این مناطق فرهنگ لاتین به صورت پراکنده منتشر شده بود، اما رومی‌ها در ادامه روند امپراتوری مقدونیه، به گسترش فرهنگ و زبان یونانی در منطقه پرداختند.
شهرستانهای کوچک منطقه خاور میانه، به ویژه اسکندریه، به مراکز شهری بزرگ امپراتوری روم بدل شدند و کل منطقه را به انبار نان امپراتوری، به عنوان تولیدکننده کلیدی محصولات کشاورزی آن بدل کردند.
با پذیرش دین مسیحیت از جانب امپراتوری روم، این آیین در خاورمیانه نیز ریشه دوانید و شهرهایی نظیر اسکندریه به مراکز اصلی تحصیلات مسیحی بدل شدند. در قرن پنجم میلادی، مسیحیت رومی بر دیگر مذاهب منطقه خاورمیانه سیطره یافت و آنان را به شدت سرکوب کرد. در این زمان، زبان یونانی به زبان رسمی منطقه تبدیل شد، اگر چه زبان‌هایی مانند سریانی‌ها و عبری همچنان وجود داشتند.

## دوره خلفای اسلامی
از قرن هفتم، قدرت جدیدی در خاورمیانه شروع به رشد کرد. درحالی‌که امپراتوری روم شرقی و امپراتوری ایرانی ساسانی بر اثر دو قرن جنگ در جریان جنگ‌های ایران و روم تضعیف شده بودند، مسلمانان قدرت جدید و تازه‌نفسی را در منطقه پایه‌گذاری کردند. طی یک سری فتوحات سریع و غافل گیرکننده، ارتش‌های عربی توانستند با تکیه بر انگیزه‌های اسلامی، رهبری خلفای ماهر و فرماندهان نظامی زبر دست مانند خالد ابن ولید، بسیاری از خاورمیانه را به اشغال درآورند. بدین ترتیب بیش از نیمی از سرزمین‌های امپراتوری روم شرقی و تقریباً تمامی سرزمین‌های امپراتوری ایران به تصرف اعراب درآمد. این لشکر کشی‌ها در آسیای صغیر توسط باقی‌مانده امپراتوری روم شرقی و با کمک بلغاری‌ها متوقف شد.
در دوره خلفای راشدین و از سال ۶۶۱، جانشینان اموی آنها، اعراب به سرعت قلمرو تحت کنترل مسلمانان را در خارج از عربستان گسترش دادند. در عرض چند دهه، ارتش‌های مسلمان قاطعانه ارتش بیزانس را شکست دادند و امپراتوری ایران (ساسانیان) را نابود کردند و بخش‌های عظیمی از قلمرو از شبه جزیره ایبری تا هند را فتح کردند. سپس تمرکز سیاسی جهان اسلام به سرزمین‌های تازه فتح شده معطوف شد.

## ترک‌ها، صلیبیون و مغول‌ها
تسلط اعراب در اواسط قرن ۱۱ میلادی به صورت ناگهانی با ورود ترکان سلجوقی پایان یافت. اقوامی که از سرزمین‌های مادری خود در آسیای مرکزی به سوی جنوب مهاجرت کرده و ایران، عراق (تسخیر بغداد در ۱۰۵۵)، سوریه، فلسطین و حجاز را را فتح کردند.
هرچند امپراتوری مسیحی بیزانس بخش‌های گسترده‌ای از اراضی خود را در قرن هفتم از دست داده بود، اما به عنوان یک قدرت نظامی و اقتصادی به حیات خود ادامه داد و از گسترش و نفوذ بیشتر اعراب در اروپا جلوگیری کرد. با این حال شکست ارتش امپراتوری بیزانس از سلجوقی‌ها در قرن ۱۱ و اقامت در آناتولی نقطه پایانی بود بر نفوذ امپراتوری بیزانس در منطقه. سلجوقیان طی ۲۰۰ سال آینده بر بیشتر منطقه خاورمیانه حکومت کردند، اما امپراتوری آن‌ها خیلی زودی به تعدادی سلطان‌نشین تقسیم شد.

## عصر عثمانی
ترک‌های ساکن منطقه آسیای صغیر که با تشکیل حکومت سلجوقی در ایران و بخش‌های عظیمی از خاورمیانه راه برای مهاجرت هر چه بیشتر آن‌ها از منطقه آسیای مرکزی به این منطقه یعنی مناطق آزاد شده از دست امپراتوری بیزانس فراهم شده بود به نبرد با این امپراتوری و سرپیچی از دستورهای حکومت سلجوقی پرداختند و کم‌کم پس از مدتی امپراتوری عثمانی به نام پایه‌گذار آن یعنی عثمان رئیس قبیله قایی ایجاد شد
این حکومت بنابر روحیه جنگجویی افراد قبایل ترک به تصرف تدریجی قلمرو بیزانس پرداخته و کم‌کم به امپراتوری ای بزرگ مبدل شد که نام آن تا مدت‌ها بر دل دشمنان هراس می‌افکند
امپراتوران عثمانی خود را موظف می‌دانستند که بر عنصر اسلام تکیه کرده و به نوعی خود را مأمور گسترش اسلام در جهان می‌دانستند. توسعه طلبی این امپراتوری در مواقعی باعث برخورد آن با دول ایران و بیشتر از آن با دول اروپایی از قبیل روسیه و اتریش گردید.

## سلطه اروپایی‌ها
در طول این مدت و استقرار حکومت‌های دست نشانده اغلب سکولار، مردم این کشورها همواره سعی داشتند با انجام فعالیت‌های بنیادی سیاسی، حکام و دولت‌ها را وادار سازند که به اصول پایه‌گذاری شده بر مبنای یک حکومت اسلامی پایبند باشند.